# Философский пароход
«Филосо́фский парохо́д» — собирательное название не менее пяти рейсов пассажирских судов, включая «Oberbürgermeister Haken» (29—30 сентября 1922 года) и «Preussen» (16—17 ноября 1922 года), доставивших из Петрограда в Штеттин (Германия) 81 высланного из Советской России оппозиционного представителя интеллигенции, в том числе философов. Вместе с членами семей общее число высланных из страны составляет, по разным данным, 228 или 272 человека.
Термин «философский пароход» придумал философ и математик С. С. Хоружий, опубликовавший в двух номерах «Литературной газеты» в 1990 году статью с таким названием.
Операция советских властей по высылке из страны известных деятелей науки и культуры была проведена по инициативе В. И. Ленина в 1922—1923 годах в рамках борьбы с инакомыслием. Пароходные рейсы из Петрограда были не единственными: высылки осуществляли также на пароходах из Одессы и Севастополя и поездами из Москвы в Латвию и Германию. Билеты на пароходы были оплачены советским правительством, тогда как на поезда выезжающие приобретали сами.
По воспоминаниям Фёдора Степуна — одного из пассажиров «философских пароходов», всем «высылаемым разрешалось взять: одно зимнее и одно летнее пальто, один костюм, по две штуки всякого белья, две денные рубашки, две ночные, две пары кальсон, две пары чулок. Золотые вещи, драгоценные камни, за исключением венчальных колец, были к вывозу запрещены; даже и нательные кресты надо было снимать с шеи. Кроме вещей разрешалось, впрочем, взять небольшое количество валюты, если не ошибаюсь, по 20 долларов на человека; но откуда её взять, когда за хранение её полагалась тюрьма, а в отдельных случаях даже и смертная казнь».

## Название
По мнению историка М. Е. Главацкого, понятие «философский пароход» впервые было использовано публицистами и литераторами, которые изучали советскую историю в 1980-е годы. Кандидат философских наук Владимир Макаров в 2022 году отметил, что среди высланных было менее 10 философов.

## Предпосылки и исторический контекст
Идеологические расхождения с советской властью и её неприятие побудили многих представителей русской культуры начала XX века покинуть родину, и это происходило уже с 1917 года.
В 1917 году выехал С. В. Рахманинов, в 1918-м — С. С. Прокофьев, в 1919-м — В. В. Набоков, в 1920-м — И. А. Бунин, И. С. Соколов-Микитов, З. Н. Гиппиус, Д. С. Мережковский, К. Д. Бальмонт, в 1921-м — Н. К. Метнер, А. Белый, А. М. Ремизов, Б. К. Зайцев, И. Г. Эренбург, В. В. Кандинский, в начале—середине 1922-го — Ф. И. Шаляпин, М. И. Цветаева, В. Б. Шкловский, Н. Н. Берберова, В. Ф. Ходасевич… Некоторые из них не вернулись из эмиграции.
Обсуждая причины высылки интеллигенции в 1922 году, когда Гражданская война уже закончилась, С. С. Хоружий указал, что при видимом распространении свобод при НЭПе советская власть начала сосредоточивать идеологические рычаги в своих руках и вела дело к идеологической диктатуре, инициатором которой был В. И. Ленин. Л. А. Коган также подчёркивает, что, хотя идея высылки могла возникнуть почти одновременно в нескольких головах, именно Ленин являлся душой, перводвигателем этой акции.
В третьем номере журнала «Под знаменем марксизма» за 1922 год вышла статья Ленина «О значении воинствующего материализма», которая ознаменовала начало борьбы с идеологическим ревизионизмом, считает кандидат философских наук А. П. Козырев. В ней Ленин указал на «связь между классовыми интересами и классовой позицией буржуазии, поддержкой ею всяческих форм религий и идейным содержанием модных философских направлений», которую не всегда видят материалисты из некоммунистов, которым кажется, что философская борьба ведётся лишь ради достижения абстрактной истины, тогда как на деле следует не только опровергать ошибочные философские теории, но и разоблачать врагов материализма. Он подчеркнул, что столкновение философских взглядов есть вместе с тем форма классовой борьбы.
По свидетельству Л. А. Когана, идея изгнания инакомыслящих начала прокладывать себе дорогу задолго до массовой депортации умов, а в числе её первых жертв были деятели Помгола:Прим. 2 на стр. 61. Н. А. Дмитриева тоже предлагает видеть истоки событий в более раннем периоде: в 1921 году советская власть предприняла первую попытку сотрудничества с широкой общественностью для преодоления голода при организации Комитета помощи голодающим (Помгола). «Большевиков смутило то, что вместо помощи голодающим на местах члены комитета стали активно устанавливать связи с заграницей и собираться туда в качестве миссионеров для проведения переговоров о поставке продовольствия, к чему советская власть не была готова, — указывает учёный. — Эмигрантская пресса освещала эти события превратным образом. В частности, белоэмигрантская газета „Общее дело“ писала, что на местах отряды Помгола захватывают власть, поскольку Советы не справляются с проблемами». На деле никаких отрядов у Помгола не существовало в принципе и именно советская власть и работала на местах, так что стратегии власти и общественников в борьбе с голодом не совпали.

## История
В мае 1922 года В. И. Ленин предложил заменить применение смертной казни для активно выступающих против советской власти высылкой за границу.
Тогда же Ленин в своём письме Ф. Э. Дзержинскому высказал мысль, что журнал «Экономист» — «явный центр белогвардейцев… Всё это явные контрреволюционеры, пособники Антанты, организация её слуг и шпионов и растлителей учащейся молодёжи. Надо поставить дело так, чтобы этих „военных шпионов“ изловить и излавливать постоянно и систематически и выслать за границу».
Философам в списке 22 июля, который был представлен ГПУ, была дана краткая характеристика, которая была составлена в результате серьезных проверок, где обсуждали каждую фамилию. Часть интеллигенции была университетскими профессорами. Ярым оппонентом веховства выступил В. И. Ленин, упрекая М. О. Гершензона и всех веховцев в том, что они стали ренегатами, предателями пролетарского дела, раньше примыкающие к освободительному движению (Николай Александрович Бердяев, Пётр Бернгардович Струве, Богдан Александрович Кистяковский, Сергей Николаевич Булгаков), но перешедшие на позиции реакционного самодержавия, оправдываясь тем, что самодержавие ограждает их от народного гнёта. Ленин понимал кто эти идеи высказывает и насколько высказанные идеи могут овладеть массами и опасался веховства, которое в новом качестве возродится в Советской России и что значительная часть интеллигенции будет поражена этими идеями.
Л. Д. Троцкий в интервью американской журналистке Стронг назвал эту акцию «гуманизмом по-большевистски»: «Мы этих людей выслали потому, что расстрелять их не было повода, а терпеть было невозможно».
Среди высланных летом и осенью 1922 года (за границу и в отдалённые районы страны) наибольшее количество было преподавателей высших учебных заведений и в целом лиц гуманитарных профессий. Из 225 человек: врачи — 45, профессора, педагоги — 41, экономисты, агрономы, кооператоры — 30, литераторы — 22, юристы — 16, инженеры — 12, политические деятели — 9, религиозные деятели — 2, студенты — 34.
Большая российская энциклопедия указывает, что кампанию проводили в рамках культурной революции.
Вероятно, это было ответной мерой СССР на «советский ковчег», который тремя годами ранее (21 декабря 1919 года) отправили из США.

## Хронология
Краткая хронология событий:
- 1921 год, август. Разгром Помгола и арест его членов.
- 1921—1922. «Профессорская забастовка».
- 21 февраля 1922 года. Письмо В. И. Ленина Л. Б. Каменеву и И. В. Сталину с предложением «…уволить 20—40 профессоров обязательно. Они нас дурачат. Обдумать, подготовить и ударить сильно». Предложение вызвано протестами профессоров и преподавателей Московского высшего технического училища против «пролетаризации» высшей школы.
- 12 марта 1922 года. Программная статья Ленина «О значении воинствующего материализма» в журнале «Под знаменем марксизма», № 3.
- Март—октябрь. Всероссийские съезды учёных, на которых открыто критиковали социально-экономическую политику властей: Всероссийский агрономический съезд (март), Всероссийский съезд врачей (май), I Всероссийский геологический съезд (май), Всероссийский съезд сельскохозяйственной кооперации (октябрь).
- 19 мая 1922 года. Записка Ленина Ф. Э. Дзержинскому о подготовке высылки «писателей и профессоров, помогающих контрреволюции».
- Июнь 1922 года. Первыми за границу отправлены известные общественные деятели С. Н. Прокопович и его жена Е. Д. Кускова.
- 27—28 июня 1922 года. Аресты врачей, участников 2-го Всероссийского съезда врачебных секций и секции врачей Всемедикосантруда; в дальнейшем сосланы.
- 16 июля 1922 года. Ленин написал письмо ЦК с предложением арестовать и выслать без объяснения причин «несколько сот» представителей интеллигенции.
- 10 августа 1922 года. ВЦИК принял декрет «Об административной высылке», который гласил: «В целях изоляции лиц, причастных к контрреволюционным выступлениям, в отношении которых испрашивается у Президиума Всероссийского Центрального Исполнительного Комитета разрешение на изоляцию свыше 2-х месяцев, в тех случаях, когда имеется возможность не прибегать к аресту, установить высылку за границу или в определённые местности РСФСР в административном порядке» (то есть без суда). Срок высылки, согласно декрету, не мог превышать трёх лет[17].
- Лето 1922 года. Органами ГПУ составлены три списка: московский — 67 человек (на 23 августа), петроградский — 51 человек, украинский — 77 человек (на 3 августа 1922 года); итого 195 человек. За многих учёных ходатайствовали различные ведомства и люди. В конечном счёте изгнанию подлежало примерно 160 человек.
- 16—17 августа 1922 года. Аресты и обыски по спискам в Москве, Петрограде и Казани. 17—18 августа аресты на Украине. Арестовать удалось не всех. Арестованные дали подписку о невозвращении в РСФСР под угрозой смертной казни.
- 31 августа 1922 года. В «Правде» опубликовано сообщение о высылке, в котором указывалось:

… наиболее активные контрреволюционные элементы из среды профессуры, врачей, агрономов, литераторов, высылаются частью в Северные губернии России, частью за границу <…> Среди высылаемых почти нет крупных научных имён <…> Высылка активных контрреволюционных элементов и буржуазной интеллигенции является первым предупреждением Советской власти по отношению к этим слоям. Советская власть по-прежнему будет высоко ценить и всячески поддерживать тех представителей старой интеллигенции, которые будут лояльно работать с Советской властью, как работает сейчас лучшая часть специалистов. Но она по-прежнему в корне будет пресекать всякую попытку использовать советские возможности для открытой или тайной борьбы с рабоче-крестьянской властью за реставрацию буржуазно-помещичьего режима.
- 31 августа 1922 года. На заседании комиссии по высылке под председательством Ф. Э. Дзержинского в результате ходатайств было решено отменить высылку в отношении 9 петроградцев и 19 москвичей.
- 31 августа — 1 сентября 1922 года. Аресты и обыски среди «антисоветского студенчества». Из 33 намеченных к аресту арестовано 15 человек, оставлены 2 засады.
- 17 или 19 сентября 1922 года. На пароходе из Одессы в Константинополь прибыли представители русской интеллигенции: историк А. В. Флоровский и физиолог Б. П. Бабкин. Тем не менее после письма Политбюро КП(б)У в Политбюро РКП(б) о нежелательности «укрепить за счёт эмигрантов украинское националистическое движение» высылка за границу по «украинскому списку» была прекращена. Дальнейшая судьба учёных, включённых в «украинский список», как пишет А. Н. Артизов[уточнить] оказалась более трагичной — они были сосланы в отдалённые губернии РСФСР. Те же, кто (небольшая часть, которая была выслана в сентябре—октябре 1922 года) уже был к этому моменту выслан за пределы Советской России, осели в Праге, где встретили радушный приём.
- 23 сентября 1922 года. Поездом Москва-Рига отправили следующую крупную партию «инакомыслящих», в числе которых были А. В. Пешехонов, П. А. Сорокин, И. П. Матвеев, А. И. Сигирский и другие. Следом за ними поездом Москва — Берлин отправили Ф. А. Степуна, Н. И. Любимова и других.

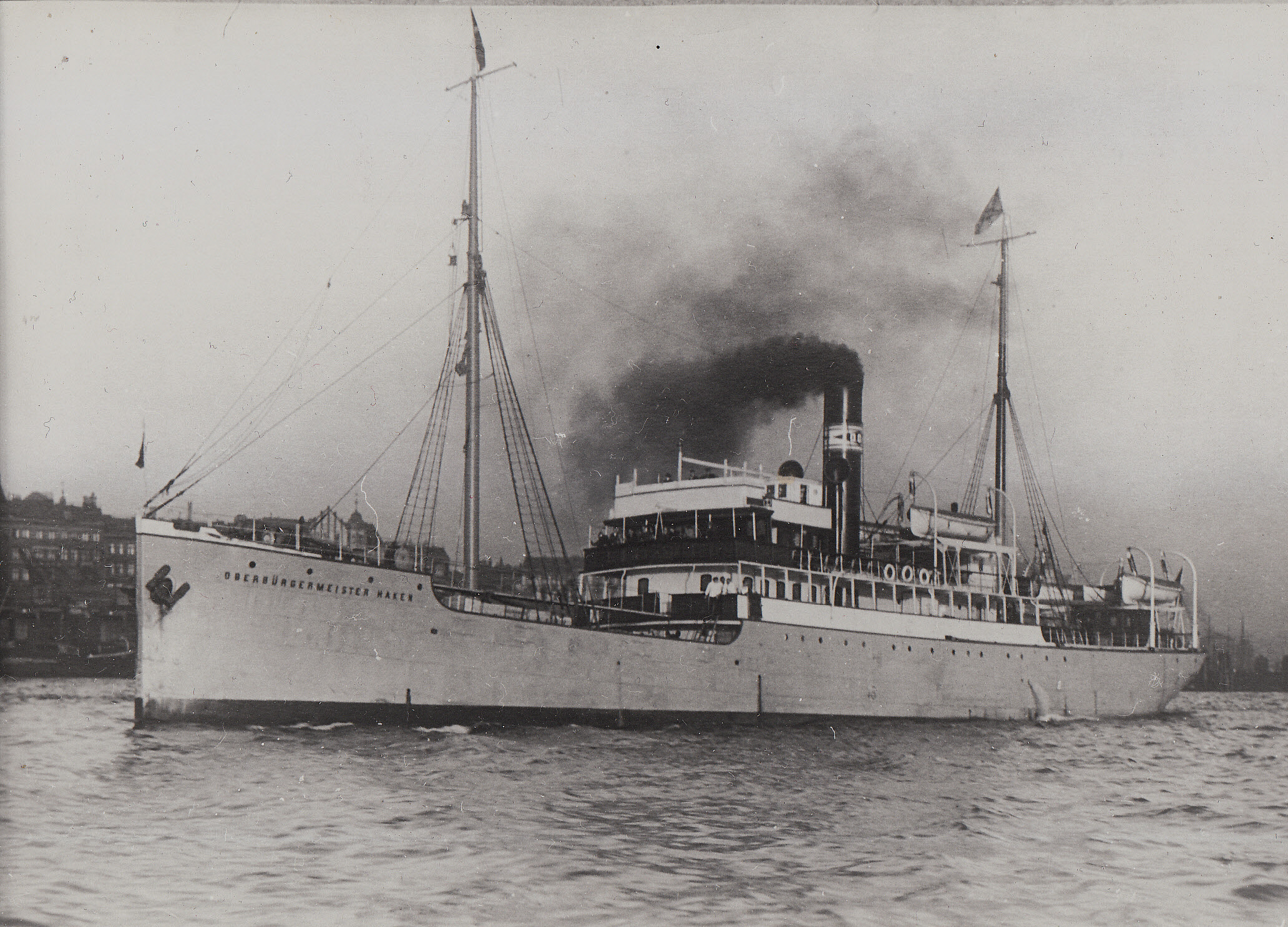
Пароход «Oberbürgermeister Haken»

- 29 сентября 1922 года. Из Петрограда отплыл пароход «Oberburgermeister Haken», пассажирами которого были высланные по так называемому московского списку ученые: Н. А. Бердяев, С. Л. Франк, И. А. Ильин, С. Е. Трубецкой, Б. П. Вышеславцев, А. А. Кизеветтер, М. А. Ильин (Осоргин), М. М. Новиков, А. И. Угримов, В. В. Зворыкин, Н. А. Цветков, И. Ю. Баккал, профессор МВТУ В. И. Ясинский и другие. 30 сентября пароход прибыл в Штеттин. На борту находилось примерно 30—33 человека из Москвы и Казани, а также из других городов (с семьями — примерно 70 человек). Юрий Анненков вспоминал:

Провожающих было человек десять, не больше… На пароход нас не допустили. Мы стояли на набережной. Когда пароход отчаливал, уезжающие уже невидимо сидели в каютах. Проститься не удалось.
.
- 16 ноября 1922 года. Из Петрограда отплыл пароход «Пруссия» («Preussen»), на котором в изгнание отправились петроградцы: Н. О. Лосский, Л. П. Карсавин, И. И. Лапшин и другие, с семьями — 44 человека. 18 ноября они прибыли в Штеттин. Помимо них, на пароходе в качестве пассажиров выехали за границу академик Н. А. Котляревский, профессора: Ф. Ю. Левинсон-Лессинг, М. В. Кирпичёв, математик Д. Ф. Селиванов и другие.
- 3 декабря 1922 года. В Берлин прибыли высланные из Грузии (60 человек).
- В декабре за границу уезжали поодиночке из Петрограда, Севастополя и Одессы[2].
- 1923 год. По данным на 20 января, 4-м отделением спецотдела ГПУ выслано за границу из Москвы, Петрограда и Украины 57 человек, в том числе 20 профессоров. Впрочем, один из них — Н. А. Рожков — указан в списке ошибочно; решением Политбюро он был выслан в Псков[20]. 17 февраля «Preussen» взял на борт главного редактора журнала «Экономист» Д. А. Лутохина. Общее число высланных из Петрограда, Москвы и Украины составляет 81 имя, с членами семьи оно составляет, по разным данным, от 228 до 272 человек[2].

## Условия высылки
В Петрограде высылаемые более месяца пробыли в тюрьме, но были высланы за государственный счёт в каютах первого класса. Москвичи уезжали за свой счёт, но если высылаемый говорил о недостатке средств, то расходы оплачивало государство.

## Высланные

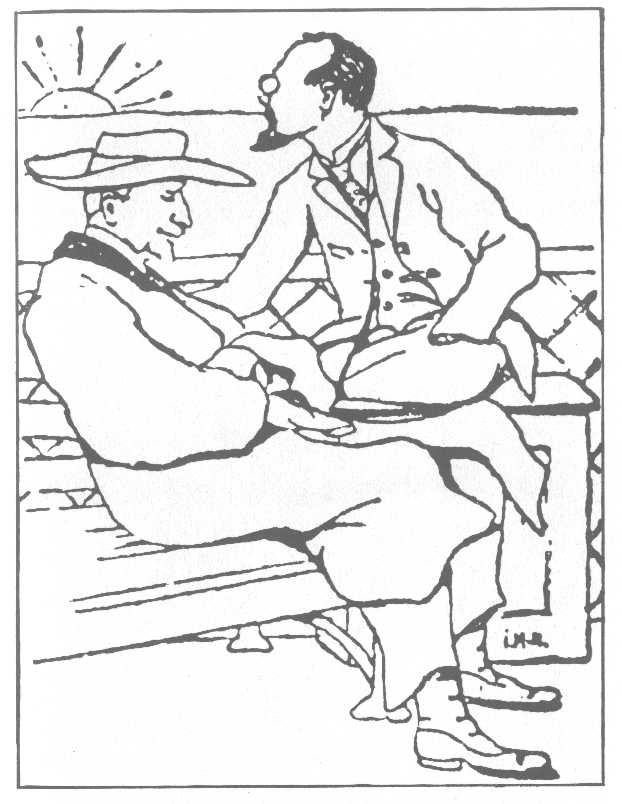
Профессор И. А. Ильин и князь С. Е. Трубецкой.
Рисунок И. А. Матусевича, выполненный на борту парохода, плывущего в Германию, 1922 г.

Наиболее известные из высланных представителей интеллигенции:
- Айхенвальд, Юлий Исаевич
- Арбузов, Алексей Дмитриевич
- Баккал, Илья Юрьевич
- Бердяев, Николай Александрович
- Бруцкус, Борис Давидович
- Булгаков, Валентин Фёдорович
- Булгаков, Сергей Николаевич
- Зворыкин, Владимир Васильевич
- Ильин, Иван Александрович
- Карсавин, Лев Платонович
- Кизеветтер, Александр Александрович
- Котляревский, Нестор Александрович[23]
- Кузьмин-Караваев, Дмитрий Владимирович
- Кускова, Екатерина Дмитриевна
- Лапшин, Иван Иванович
- Лосский, Николай Онуфриевич
- Мякотин, Венедикт Александрович
- Новиков, Михаил Михайлович
- Осоргин, Михаил Андреевич
- Прокопович, Сергей Николаевич
- Сорокин, Питирим Александрович
- Степун, Фёдор Августович
- Трубецкой, Сергей Евгеньевич
- Угримов, Александр Иванович
- Франк, Семён Людвигович
- Цветков, Николай Николаевич
- Ясинский, Всеволод Иванович

## Память
Это стало теперь легендою —

Год далёкий двадцать второй,

Уплывает интеллигенция,

Покидая советский строй.
Уезжают бердяевы, лосские,

Бесполезные для страны:

Ни историки, ни философы

Революции не нужны…
— А. Городницкий, «Последний пароход», 2002 год

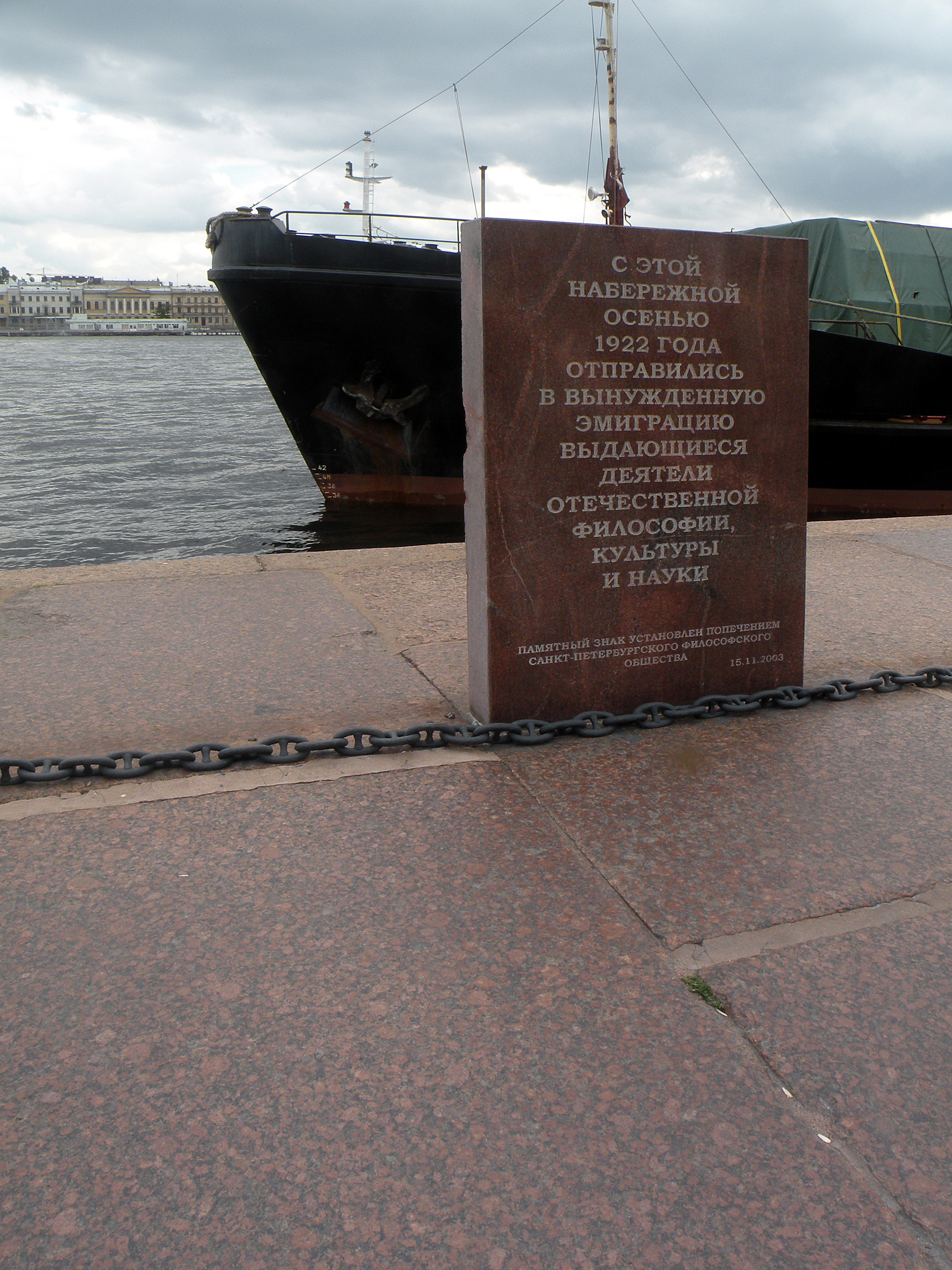
Стела «Философскому пароходу»

В 2003 году в Санкт-Петербурге на набережной Лейтенанта Шмидта был установлен памятный знак. Надпись на гранитном параллелепипеде: «С этой набережной осенью 1922 года отправились в вынужденную эмиграцию выдающиеся деятели отечественной философии, культуры и науки / Памятный знак установлен попечением Санкт-Петербургского философского общества / 15.11.2003»
«Философскому пароходу» и судьбам тех, кто был выслан на нём, посвящён фильм «Не будем проклинать изгнание» (1997, 2003; Режиссёры: М. Демуров, В. Эпштейн).
Скульптурное изображение «Философского парохода» работы Галины Шилиной стало символом и главным призом учреждённого в 2007 году ежегодного международного кинофестиваля «Русское зарубежье».
С. П. Капица отмечал про учёных, эмигрировавших после развала СССР: "Когда Ленин изгнал из страны на пароходе сто философов и обществоведов, которые его не устраивали по идеологическим соображениям, то все кричали: ах, какой ужас, что он сделал! А когда десятки тысяч первоклассно образованных ученых вынуждены были покинуть страну, это не сочли чрезвычайным событием".